# Тихий Дон (фильм, 1930)
«Тихий Дон» — немой кинофильм 1930 года производства СССР. Озвучен в 1933 году.
Первая экранизация первых двух книг одноимённого романа Михаила Шолохова.
Премьера немой версии фильма состоялась 14 мая 1931 года, озвученной — 14 сентября 1933 года.
Фильм входил в конкурсную программу 1-го международного Венецианского кинофестиваля (1932)

## Сюжет
Фильм рассказывает о трагической ситуации, сложившейся в России в начале XX века, о сломанных Первой мировой войной и революцией судьбах людей, о крушении устоев и идеалов донского казачества, о личной трагедии главного героя произведения — Григория Мелехова.

## В ролях
- Николай Подгорный — Пантелей Мелехов
- Андрей Абрикосов — Григорий Мелехов
- Александр Громов — Пётр Мелехов
- Елена Максимова — Дарья
- Эмма Цесарская — Аксинья
- Георгий Ковров — Степан Астахов
- Раиса Пужная — Наталья Коршунова
- Иван Быков — Гаранжа
- Сергей Чураковский — Евгений Листницкий
- Василий Ковригин — Прокофий Мелехов
- Гали Славатинская — турчанка

## Съёмочная группа
- Режиссёр: Ольга Преображенская, Иван Правов
- Сценарий: Ольга Преображенская, Иван Правов
- Оператор: Дмитрий Фельдман, Борис Эпштейн
- Художник: Дмитрий Колупаев

## Технические данные
Фильм озвучен в 1933 году.